# فریتس فیشر (فیزیکدان)
 فریتس فیشر (انگلیسی: Fritz Fischer؛ زاده ۹ فوریهٔ ۱۸۹۸ - درگذشته ۲۸ دسامبر ۱۹۴۷) یک فیزیک‌دان اهل سوئیس بود.